# Coliseo Monumental La Tortuga

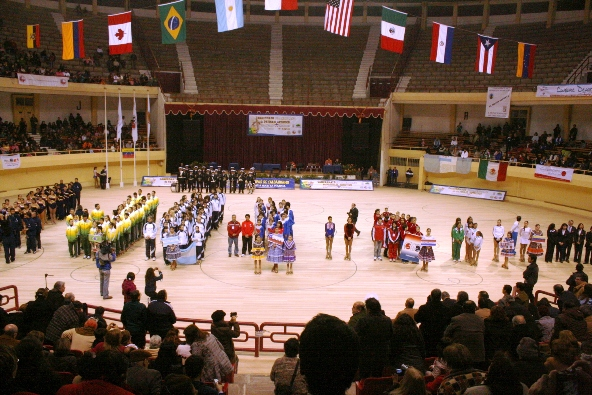
Campeonato Sudamericano de Patinaje Artístico de 2009, realizado en el coliseo.

El Coliseo Monumental La Tortuga, conocido popularmente como La Tortuga de Talcahuano, es un estadio cubierto ubicado en la ciudad chilena de Talcahuano. Su nombre proviene de su característica techumbre, similar a una caparazón de esa especie.
Está ubicado en el norte del sector El Arenal, en la comuna de Talcahuano, Gran Concepción, exactamente en la intersección de la Avenida Manuel Blanco Encalada y calle Arturo Prat, justo al frente del Paseo Ventana al Mar.

## Historia
La construcción del estadio techado se debe a la iniciativa del alcalde Luis Macera Dellarossa, quien en su primer (1954-1957) y segundo periodo (1957-1960) gestionó los fondos necesarios para la construcción con el gobierno nacional y financió parte de las obras con su propio patrimonio.[cita requerida] En 1964 se realizó el concurso público para el diseño del estadio, que fue adjudicado al proyecto del arquitecto José Llambías. El recinto se construyó entre 1957 y 1980.
Como homenaje a su promotor, el recinto fue nombrado oficialmente por decreto municipal «Coliseo Monumental Luis Macera Dellarossa» en 1987, fijándose las placas con dicho nombre en el costado izquierdo del frontis del edificio. Sin embargo, en la segunda mitad de la década de 1990, el nombre del alcalde Macera fue borrado sin decreto municipal que le diera otra denominación.
Con sus 13 850 m² de superficie construida y capacidad para 10 mil espectadores, fue, hasta la inauguración del ahora llamado Movistar Arena en Santiago, la mayor edificación en su tipo en Chile. Tras el terremoto de 2010 fue refaccionado y remodelado.

## Eventos
A lo largo de su historia ha albergado diversos eventos deportivos, entre los cuales se cuentan, el Campeonato mundial A de hockey patines masculino de 1980, combates de boxeo, partidos de la División Mayor del Básquetbol de Chile (Dimayor), campeonatos de karate, patinaje artístico y un partido de «Gracias Chile», gira de despedida del tenista chileno Marcelo Ríos realizada en 2004, cada año entre los meses de septiembre y octubre se desarrolla el campeonato sudamericano de Kenpo Karate (copa Ed Parker) organizada por I.K.K.A, La Copa Davis 2015 ante México.  
También se han realizado eventos artísticos, tanto de artistas nacionales como Los Bunkers, Américo, Manuel García, Illapu, Quilapayún, 31 minutos, Los Prisioneros, Inti-Illimani o la soprano Verónica Villarroel, como de artistas extranjeros como Deep Purple, los mexicanos Juan Gabriel y Marco Antonio Solís y los argentinos Soda Stereo y La Renga, entre otros. En cuanto a programas de televisión, este recinto ha servido para la grabación y emisión de distintas ediciones de la Teletón, las giras veraniegas de Sábados Gigantes y dos «galas» de Rojo.